# Kliment Arkadyevich Timiryazev

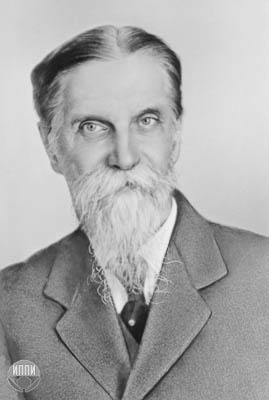
Kliment Arkadyevich Timiryazev

Kliment Arkadyevich Timiryazev (1843 - 1920) là một nhà thực vật học, nhà nông học nổi tiếng người Nga. Ông đã góp phần khám phá ra hiện tượng quang hợp ở cây xanh.

## Cuộc đời
Ông sinh ngày mùng 3 tháng 6 năm 1843 tại thành phố Saint Petersburg. Cha của ông là một sĩ quan trong quân đội Nga, có tư tưởng chính trị tiến bộ đã từng tham gia chinh chiến viễn chinh.
Ngay từ khi còn thuở thơ ấu, ông đã được tiếp thu các học thuyết của Charles Darwin và từng tham gia chống đối lại chế độ hà khắc của Nga hoàng.
Tốt nghiệp đại học, ông được giữ lại giảng dạy môn thực vật học tại trường Đại học Nông Lâm Petrov, ngày nay là Đại học Nông nghiệp Quốc gia Nga. sau đó bảo vệ luận án tiến sĩ thành công, ông được phong hàm giáo sư tại Đại học Tổng hợp Moskva và làm ở đây gần như suốt cuộc đời của mình.
Do chống đối lại với chế độ Nga hoàng nên ông bị theo dõi rất chặt chẽ và các công trình khoa học của ông không được công nhận mặc dù tài năng của ông là không thể chối cãi. Chính vì vậy, Viện Hàn lâm khoa học Nga vẫn không bầu ông vào. Năm 1901, cuộc đàn áp sinh viên của chính phủ Nga hoàng xảy ra, Timiryazev làm đơn xin thôi việc. Đông đảo sinh viên, các nhà bác học, giáo sư đấu tranh đòi chính quyền phải khôi phục vị trí và công nhận tài năng của ông. Ngày 18 tháng 10 năm 1910, đông đảo sinh viên đã chào đón ông trở lại trường Đại học tổng hợp Moskva.
Ngày 28 tháng 4 năm 1920, ông qua đời sau khi nhận được thư cảm ơn về cuốn sách mà ông đã tặng cho lãnh tụ Lenin. Để tưởng nhớ công lao của ông, một bức tượng bằng đá cẩm thạch đen đã được dựng lên ở thủ đô Moskva.

## Sự nghiệp
Ông là người coi trọng thực nghiệm với các công trình khoa học thực nghiệm về quang hợp, ông khảo sát, theo dõi và ghi chép rất tỉ mỉ. Ông là người đầu tiên đề ra việc nghiên cứu hiện tượng quang hợp một cách toàn diện.
Ông là một nhà khoa học viết nhiều các cuốn sách nghiên cứu về Hóa học, sinh học.. và là một nhà truyền thông xuất sắc về tư tưởng tiến bộ và khoa học. Cuốn sách quan trọng nhất của ông là cuốn Mặt trời, sự sống và chất diệp lục được coi là thành tựu nghiên cứu của cả cuộc đời ông về thực vật và quang hợp.